# Fed Cup 2011 Aziatisch/Oceanische zone
De Aziatisch/Oceanische Zone was een van de drie regionale zones van de Fed Cup in 2011. Binnen deze zone is Groep I het hoogste en Groep II het laagste niveau.

## Groep I
- Locatie: National Tennis Centre, Nonthaburi, Thailand (hardcourt, buiten)
- Data: 2–5 februari 2011
- Loting: 24 januari 2011

|    | Groep A     | Vlag van Oezbekistan | Vlag van Thailand | Vlag van China | Vlag van India |
| 1. | Oezbekistan | xxx                  | 1-2               | 3-0            | 2-1            |
| 2. | Thailand    | 2-1                  | xxx               | 1-2            | 2-1            |
| 3. | China       | 0-3                  | 2-1               | xxx            | 2-1            |
| 4. | India       | 1-2                  | 1-2               | 1-2            | xxx            |

|    | Groep B        | Vlag van Japan | Vlag van Kazachstan | Vlag van Zuid-Korea | Vlag van Chinees Taipei |
| 1. | Japan          | xxx            | 2-1                 | 3-0                 | 3-0                     |
| 2. | Kazachstan     | 1-2            | xxx                 | 2-1                 | 3-0                     |
| 3. | Zuid-Korea     | 0-3            | 1-2                 | xxx                 | 2-1                     |
| 4. | Chinees Taipei | 0-3            | 0-3                 | 1-2                 | xxx                     |

### Play-offs
- Wedstrijden gespeeld op 5 februari 2011

| klassering | winnend team   | score | verliezend team |
| ---------- | -------------- | ----- | --------------- |
| promotie   | Japan          | 3-0   | Oezbekistan     |
| 3e-4e      | Thailand       | 3-0   | Kazachstan      |
| 5e-6e      | Zuid-Korea     | 2-1   | China           |
| degradatie | Chinees Taipei | 2-1   | India           |

- Japan kwalificeerde zich voor de Wereldgroep II play-offs.
- India degradeerde naar Groep II in 2012.

## Groep II
- Locatie: National Tennis Centre, Nonthaburi, Thailand (hardcourt, buiten)
- Data: 2–5 februari 2011
- Loting: 30 januari 2011

|    | Groep A    | Vlag van Indonesië | Vlag van Filipijnen | Vlag van Pakistan | Vlag van Kirgizië |
| 1. | Indonesië  | xxx                | 3-0                 | 3-0               | 3-0               |
| 2. | Filipijnen | 0-3                | xxx                 | 3-0               | 3-0               |
| 3. | Pakistan   | 0-3                | 0-3                 | xxx               | 2-1               |
| 4. | Kirgizië   | 0-3                | 0-3                 | 1-2               | xxx               |

|    | Groep B      | Vlag van Hongkong | Vlag van Singapore | Vlag van Turkmenistan | Vlag van Oman |
| 1. | Hongkong     | xxx               | 3-0                | 3-0                   | 3-0           |
| 2. | Singapore    | 0-3               | xxx                | 2-1                   | 2-1           |
| 3. | Turkmenistan | 0-3               | 1-2                | xxx                   | 3-0           |
| 4. | Oman         | 0-3               | 1-2                | 1-2                   | xxx           |

### Play-offs
- Wedstrijden gespeeld op 5 februari 2011

| klassering | winnend team | score | verliezend team |
| ---------- | ------------ | ----- | --------------- |
| promotie   | Indonesië    | 2-1   | Hongkong        |
| 3e-4e      | Filipijnen   | 2-1   | Singapore       |
| 5e-6e      | Turkmenistan | 2-1   | Pakistan        |
| 7e-8e      | Oman         | 3-0   | Kirgizië        |

- Indonesië promoveerde naar Groep I in 2012.

Wereldgroep I · Wereldgroep II · Amerikaanse zone · Aziatisch/Oceanische zone · Europees/Afrikaanse zone · Wereldgroep I play-offs · Wereldgroep II play-offs